# Universidad de Milán
La Universidad de Milán (en italiano, Università degli Studi di Milano, UNIMI) o Universidad de Estudios de Milán, es una de la mayores universidades de Italia con 62.801 estudiantes, 2.455 profesores y 2200 empleados no docentes. La institución es miembro de la Liga de Universidades de Investigación Europeas.
Las actividades de investigación y enseñanza de la Universidad se han desarrollado notablemente a través de los años y le han valido el reconocimiento internacional. La Universidad es el único miembro italiano de la Liga de Universidades de Investigación Europea (en inglés, League of European Research Universities, LERU). Un prestigioso grupo de 20 universidades Europeas enfocadas en la labor de investigación. Ha sido también reconocida como la primera universidad de Italia y la séptima de Europa (The Leiden Ranking - Universiteit Leiden).
La universidad está constituida por ocho facultades, dos escuelas y ofrece numerosas opciones de estudio en inglés. Algunas de las áreas temáticas cubiertas incluyen Ciencias Políticas, Ciencias Económicas, Finanzas, Economía del Medio Ambiente y la Alimentación, Química Industrial, Biología Molecular, Ciencias de la Computación, Relaciones Internacionales, Derecho, Química, Bioinformática, y Desarrollo Sostenible. Se trata de una de las universidades más grandes de Italia.
Esta institución académica mantiene más de 400 acuerdos internacionales de colaboración de orden académico y científico. Entre estos acuerdos destacan los de Nueva Zelanda y Francia, que están enfocados en doctorados y maestrías.
Algunos premios que ha recibido la Universidad de Milán son:
- Diversos miembros de la Comunidad Científica de la Statale han sido ganadores de las convocatorias del ERC (Consejo Europeo de Investigación).[1]

A nivel local la universidad se menciona habitualmente como «Statale» para evitar confusión con otras instituciones académicas de la ciudad.

## Historia
La universidad de Milán se fundó el 30 de septiembre de 1923, cuando la Facultad de artes y filosofía de la Academia de Milán, activa desde 1862, se fusionó con el «Istituti Clinici di Perfezionamento» fundado por Luigi Mangiagalli en 1906.
La Universidad de Milán también posee una notable patrimonio artístico y cultural que incluye importantes edificios históricos, colecciones heredadas y adquiridas, archivos, jardines botánicos y el antiguo Observatorio Brera encargados por María Teresa I de Austria. Los distintos departamentos de la Universidad se encuentran en importantes edificios históricos en el centro de Milán y en edificios modernos en la zona conocida como Città Studi (la Ciudad de Estudios). Entre las edificaciones que albergan las instalaciones de la universidad se encuentran a la antigua Ca 'Granda (la casa grande) –un complejo monumental del siglo XV en el corazón del centro histórico de la ciudad– el siglo XVIII Palazzo Greppi diseñado por Giuseppe Piermarini –que construyeron el Teatro de la Scala de Milán– y el Colegio San Alejandro del siglo XVII encargado por la familia Arcimboldi.

## Organización
La universidad está dividida en 9 facultades:
- Facultad de Agricultura
- Facultad de Arte y Filosofía
- Facultad de Derecho
- Facultad de Ciencias y tecnologías
- Facultad de Medicina y Cirugía
- Facultad de Farmacia
- Facultad de Ciencias políticas económicas y sociales
- Facultad de Deportes y Educación física
- Facultad de Veterinaria